# Società Anonima delle Tramvie a Vapore della Provincia di Alessandria
Attore di primo piano nella storia delle comunicazioni della provincia, la Società Anonima delle Tramvie a Vapore della Provincia di Alessandria gestiva una rete di tranvie di collegamenti su ferro che si sviluppava per quasi 90 chilometri, comprendendo cinque linee tranviarie e una "ferrovia economica".
Acquisiti nel tempo alcuni impianti preesistenti, la società, di diritto belga come numerose analoghe aziende dell'epoca, ebbe tuttavia vita relativamente breve, concludendo le attività negli anni trenta del ventesimo secolo.

## Settori di attività

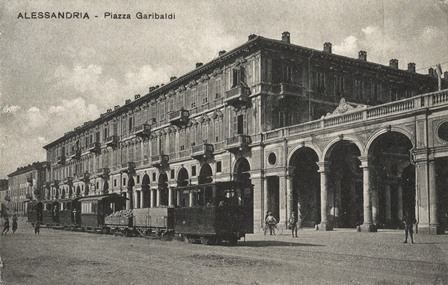
Alessandria, tram per Sale

All'inizio del ventesimo secolo sebbene il Belgio possedesse pochi titoli dello Stato italiano, le società
che svolgevano importanti esercizi industriali in Italia risultavano in maggior parte belghe e molte di esse avevano investito in ferrovie economiche e di tranvie.
Fondata con il nome francofono di Société Anonyme des Tramways à vapeur de la province d'Alexandrie, la società alessandrina fu costituita ufficialmente a Bruxelles con atto notarile il 31 luglio 1882.
Il capitale nominale risultava inizialmente di 3.000.000 Franchi, diviso in n. 12000 azioni privilegiate di 250 Franchi ciascuna.
Oggetto sociale era "l'acquisto, la costruzione, l'esercizio dei tramways e di altri mezzi di trasporto in Italia e segnatamente nella provincia di Alessandria"; a tale scopo l'azienda elesse domicilio ad Alessandria, destinando alle operazioni in Italia l'intero capitale.

## Storia

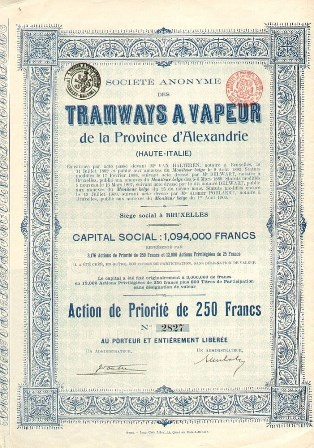
Azione della Società Anonima delle Tramvie a Vapore della Provincia di Alessandria

La società venne costituita a Bruxelles nel 1880, prima ancora del deposito dell'atto notarile del 1882, fu abilitata ad operare in Italia con Regio decreto n. 28 del 3 febbraio 1881.

### Le acquisizioni di linee
La rete della Società Anonima delle Tramvie a Vapore della Provincia di Alessandria fu costituita a partire da due differenti campagne di acquisizione, riferite rispettivamente alle reti facenti capo ad Alessandria e Tortona.
Nell'ottobre 1881 la società acquisì dagli imprenditori Belloli e Bellisomi le tranvie Alessandria-Sale e Alessandria-Casale Monferrato; lo stesso Bellisomi il 27 aprile 1882 aveva inaugurato la tranvia Tortona-Sale, ideale prosecuzione della linea da Alessandria, con cui condivideva la stazione di Sale.
Nel 1896 il comune di Alessandria presentò alla "belga" uno schema di convenzione per l'esercizio con trazione a vapore della tranvia Marengo-Mandrogne, diramazione della linea per Sale rimasta in carico alla municipalità a seguito di una serie di controverse con i precedenti gestori; superato il problema dell'attraversamento della ferrovia Alessandria-Piacenza a Spinetta. Risolto il problema dell'attraversamento ferroviario, la convenzione fu firmata il 29 gennaio 1898, il nuovo servizio Alessandria-Mandrogne fu inaugurato il successivo 2 ottobre.
La seconda ondata di acquisizioni avvenne in seguito alla pronuncia in cui nel 1909 il tribunale di Tortona decretò il fallimento dell'impresa fondata dal commendator Francesco Grattoni (fratello del più noto ingegner Severino), che era passata agli eredi dello stesso. Le linee facenti capo a Grattoni rimasero in amministrazione provvisoria fino al 1914, anno in cui il consorzio incaricato di gestire la ferrovia Tortona-Castelnuovo Scrivia e le tranvie Tortona-Sale e Tortona-Monleale, cedette proprietà e gestione delle stesse alla "Belga".

### I problemi economici e le chiusure

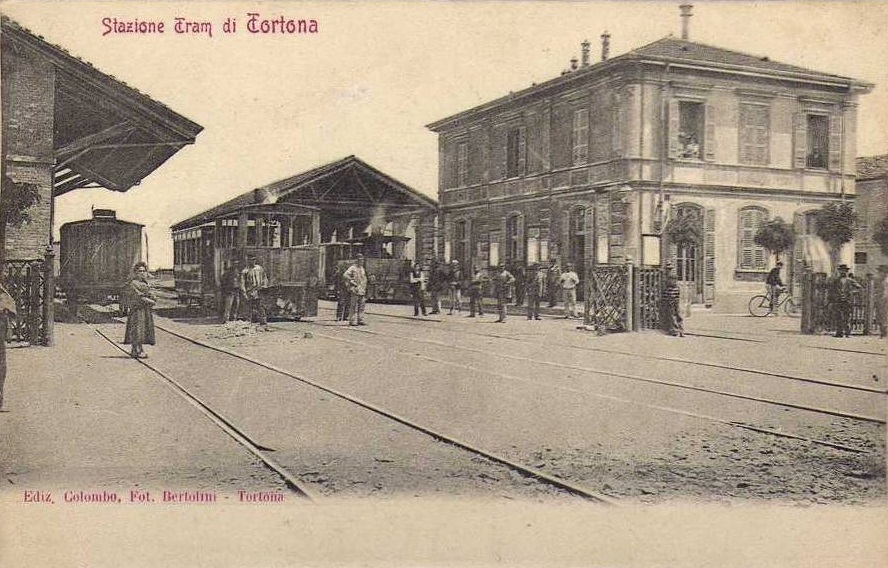
La stazione ferrotranviaria di Tortona

La crisi economica dettata dai due eventi che caratterizzarono l'inizio del Novecento, ossia la prima guerra mondiale e la grande depressione, portarono a un deciso peggioramento nei conti della società, complice anche la vetustà del servizio tranviario a vapore. La Società Anonima delle Tramvie a Vapore della Provincia di Alessandria con sentenza del 4 luglio 1925 venne dichiarata fallita e con successiva sentenza del 26 luglio 1926 omologato il concordato concluso dalla fallita con i suoi creditori.
L'esercizio proseguì dunque a stento fino al 1 aprile 1927, quando fu soppressa la tratta tra San Salvatore e Casale Monferrato.
Seguirono la Tortona Sale e la ferrovia Tortona-Castelnuovo, che chiusero il 10 marzo 1933, sostituite il successivo 1 agosto da autobus della Società Autotrasporti Alessandria (SAA). La concessione ferroviaria di quest'ultima fu risolta solo nel 1944.
Seguì, il 7 novembre dello stesso anno, la linea Marengo-Mandrogne, che rimase in servizio come raccordo merci per il solo tratto tra lo zuccherificio di Spinetta Marengo e la stazione di Spinetta, attivo sino agli anni cinquanta. Il restante tratto della linea fu smantellato a partire dal 1936.
La Tortona-Monleale chiuse al traffico passeggeri il 10 luglio 1934; anche in questo caso rimanendo in esercizio per un saltuario traffico merci costituito da pietrisco proveniente dalle cave di Zebedassi) sino a tutto il 1937, anno nel quale i comuni interessati decisero di dichiarare decaduta la concessione con effetto dal 1 gennaio 1938.
L'ultima linea, rappresentata dalla superstite tratta San Salvatore-Casale Monferrato fu soppressa nel 1935. L'anno dopo la società risultava in liquidazione.

## Dati societari

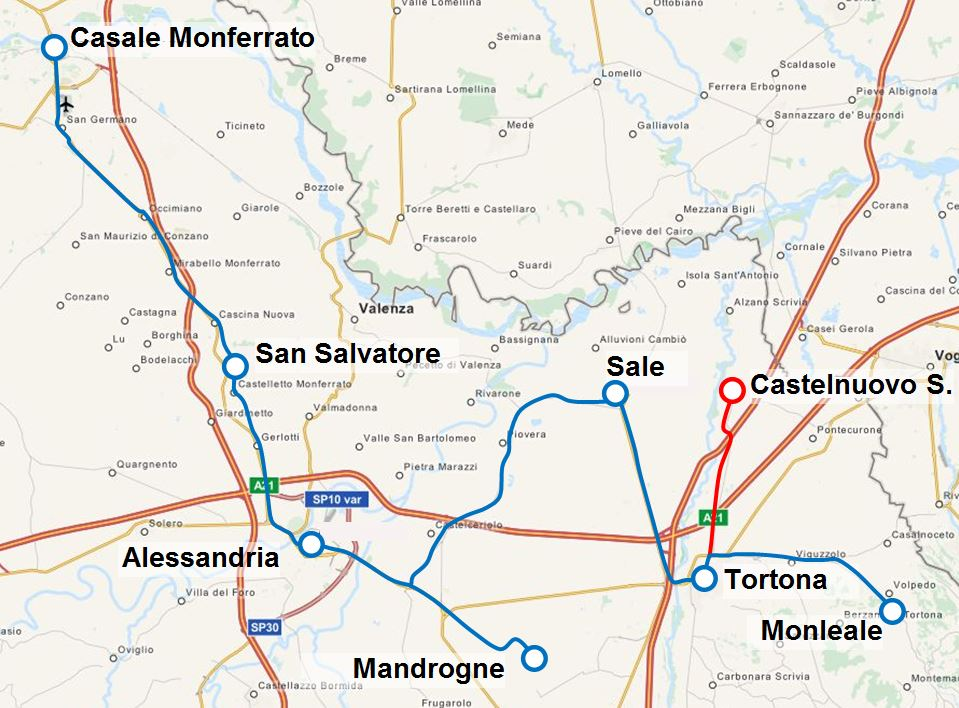
Rete esercita

La rete tranviaria esercita faceva capo ad Alessandria e Tortona, misurava complessivamente 86,395 km ed era costituita da un insieme interconnesso di tranvie a vapore a scartamento ordinario che comprendeva le seguenti linee:
- Tranvia Alessandria-Sale (inaugurata nel 1880, acquisita nel 1881, chiusa nel 1933);
- Tranvia Alessandria-Casale Monferrato (inaugurata nel 1880, acquisita nel 1881, chiusa fra il 1927 e il 1935);
- Tranvia Marengo-Mandrogne (inaugurata nel 1882, acquisita nel 1898, chiusa nel 1933 e rimasta per qualche tempo come raccordo);
- Tranvia Tortona-Sale (inaugurata nel 1882, acquisita nel 1914, chiusa nel 1933);
- Tranvia Tortona-Monleale (inaugurata nel 1889, acquisita nel 1914, chiusa al traffico passeggeri nel 1933, a quello merci nel 1937).

Ad esse si aggiungeva la ferrovia Tortona-Castelnuovo Scrivia, lunga 8,692 km (inaugurata nel 1895, acquisita nel 1914, chiusa nel 1933).